# 韋萊集團大廈
威利斯大樓，原名亦仍常被稱為西爾斯大樓，是一棟位於美國伊利諾州芝加哥卢普区，擁有110層、1,451-英尺（442.3-）高的摩天大樓。該建築由建築師布魯斯·格雷厄姆與工程師法兹勒·拉赫曼·汗設計，兩人皆隸屬於斯基德莫爾、歐寧斯與梅里爾建築事務所（簡稱SOM）。建築於1973年啟用時曾為世界最高建築物列表，此頭銜持續近25年之久。如今，它是西半球的第三高建築，亦是世界第23高建築。每年有超過170萬人造訪該塔的觀景台Skydeck，這是美國最高的觀景平台，使其成為芝加哥最受歡迎的旅遊景點之一。
此建築位於由富蘭克林街、傑克森大道、瓦克大道與亞當斯街所圍合的街區上。格雷厄姆與汗將建築設計為九根方形的管狀結構，以3×3的矩陣方式排列；其中七根管狀柱體在上層逐步退縮。依照標準層數計算方法，該塔有108層，但業主將主要屋頂視為第109層，並將機電屋頂視為第110層。其外立面由陽極氧化鋁與黑色玻璃構成。建築底部包含名為「Catalog」的零售綜合體。塔樓下半部最初由西爾斯公司佔用，該公司將總部設於此直至1994年；而上半部則出租給其他租戶。
從建成至2009年為止，這座建築一直被稱為「西爾斯大樓」，其命名權於2009年租約中轉移予威利斯集團後改為現名。至今，本地居民仍習慣稱之為西爾斯大樓。截至2018年4月，大樓最大租戶為聯合航空，其在大樓內承租約20層樓面。 其他主要租戶包括命名公司韦莱韬悦，以及律師事務所阿倫特福克斯·謝夫與塞法斯·肖律師事務所。摩根士丹利於2017年成為大樓的第四大租戶。

## 歷史

### 規劃階段

#### 選址
西爾斯公司自1906年起便在芝加哥西區的西爾斯公司建築群設立辦公室。但到了1966年，原有辦公空間已不敷使用，促使西爾斯高層開始尋找新址以遷建總部。至1969年，西爾斯已成為全球最大的零售企業，員工約有35萬人。因為若在郊區新建總部，需遷移約7,000名員工，西爾斯高層很快排除此方案，決定將分散於芝加哥各地的數千名員工集中到一棟位於市中心洛普區西緣的大樓裡。
西爾斯委託其外部法律顧問Arnstein, Gluck, Weitzenfeld & Minow（今索爾·尤因律師事務所）協助尋找合適地點。該律師事務所與地方及聯邦機關協調並研析相關法規後，提出兩個選址建議。第一個是位於環區西北方的鵝島地區，但遭西爾斯房地產副總裁馬修·J·斯塔康（Matthew J. Stacom）否決。另一個則位於環區核心，占地兩個街區，東臨富蘭克林街，南接傑克森大道，西靠瓦克街，北界亞當斯街。雖然地點更為中心，但面積較小，約55,000平方英尺（5,100平方）。過去五年，伯納德·范伯格（Bernard Feinberg）、阿爾伯特·I·魯賓斯坦（Albert I. Rubenstein）及菲利普·泰諾維茨（Philip Teinowitz）陸續買下該地段，但始終無法從灰狗巴士公司手中取得鄰近一塊約74,000-平方英尺（6,900-平方）的地皮。
為了取得周邊土地，范伯格、魯賓斯坦和泰諾維茨又取得鄰接三塊地皮的購地選擇權。協議規定，若三人在90日內無法買下其中一塊，這些選擇權將自動失效。最終，西爾斯於1970年正式取得此環區地段。隨後，西爾斯獲准封閉基地東西向橫跨的昆西街（Quincy Street）一段路權。由安德魯·艾德西特（Andrew Adsit）領導的Arnstein律師團隊隨即開始逐筆購地。最後，西爾斯從約100位業主手中購得15棟建物，並支付芝加哥市政府270萬美元（約合21861440年2186萬）封閉昆西街。

#### 設計過程

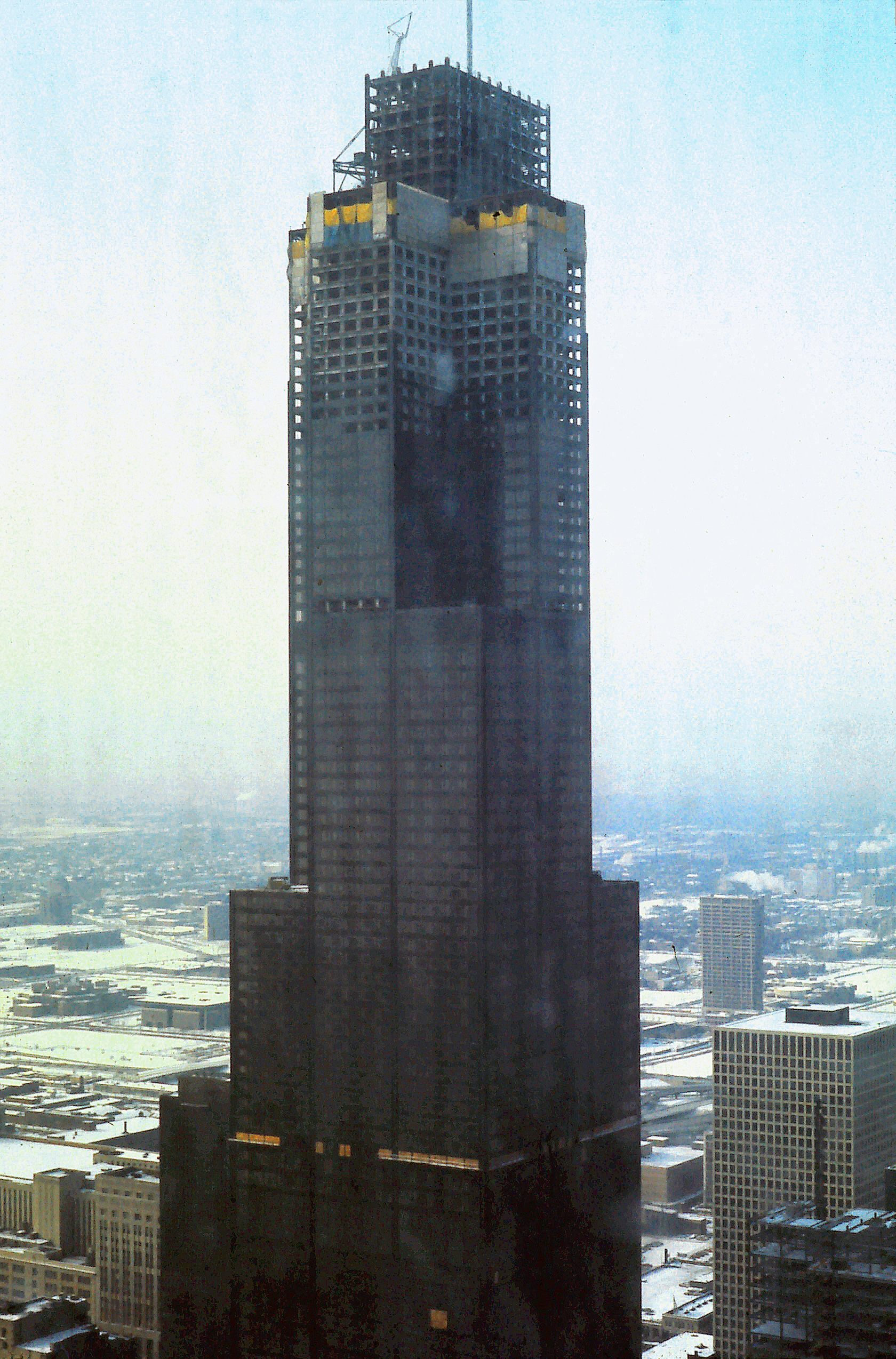
興建中的西爾斯大廈

西爾斯高層預估，新總部大樓需約4.2 × 106平方英尺（390,000平方）的使用空間，規劃可採每層約60,000平方英尺（5,600平方）、共70層，或每層約70,000平方英尺（6,500平方）、共60層的設計方案。西爾斯委託建築事務所SOM建築設計事務所負責大樓設計。SOM同時擔任結構工程顧問，機電系統工程則交由Jaros, Baum & Bolles負責。
西爾斯原本計劃先將商品部門搬入大樓，其餘空間則出租給其他租戶，待需求增加時再收回自用。由於西爾斯高層習慣使用至少100,000平方英尺（9,300平方）的寬敞樓層，SOM的建築師對此表示疑慮，認為這種設計不利於吸引中小型租戶。後來曾提出以兩棟透過天橋相連的大樓方案，每層面積分別為50,000平方英尺（4,600平方）及30,000平方英尺（2,800平方），但最終未獲採納。
為了吸引更多租戶，部分樓層被設計成較小面積，因此整體建築高度也必須提高，才能達到西爾斯所需的總樓地板面積。SOM合夥建築師布魯斯·格雷厄姆與結構工程師法兹勒·拉赫曼·汗提出設計方案，建議大樓下層樓面保持約55,000-平方英尺（5,100-平方），並利用多層建築退縮手法逐層縮小樓層面積，形成高塔式外觀。設計過程中，一位建築師傳說用九根雪茄直立堆疊作為模型，最終兩人皆認同這個構想。這種設計讓西爾斯得以在大樓底層使用寬敞樓面，上層則維持傳統辦公空間，更方便出租。室內空間規劃與家具設計由Saphier, Lerner, Schindler公司負責。該公司花了一年時間，分析西爾斯16個部門的內部配置與需求。
隨著西爾斯對未來成長的樂觀看法，建築設計的高度也相應提升。根據當時芝加哥較寬鬆的都市分區法規定，基地理論上可容納高達300層、總面積13.5 × 106平方英尺（1,250,000平方）的建築。但多數潛在租戶並不希望在過高樓層工作。此外，美國聯邦航空總署（FAA）因空中交通考量限制當地建築高度。儘管FAA官員公開否認設有高度上限，但若大樓高度只超過1英尺，該區最低安全飛行高度就須提高1,000英尺（300）。
大樓計畫於1970年7月27日對外公布。根據設計，大樓自瓦克街（Wacker Drive）起算共109層，自富蘭克林街（Franklin Street）起算則有110層，總高度為1,450-英尺-tall（440-）。這將使西爾斯大樓成為全球屋頂高度最高的建築，雖然當時紐約市正在興建世界貿易中心，其天線高度更高。雖然大樓總樓地板面積達4.4 × 106平方英尺（410,000平方），其中僅約3.7 × 106平方英尺（340,000平方）用作辦公空間。

#### 廣播訊號爭議
1971年底，芝加哥都會區的居民和廣播業者對新建的西爾斯大樓可能干擾電視訊號表示關切。據估計，該建築將導致約15%的芝加哥居民無法接收電視訊號，另有約20%會出現「重影」問題，主要影響西北與東南方的社區。同年，位於芝加哥西北方的斯科基村 (伊利諾州)官員甚至威脅將尋求禁制令，要求停止工程。
為回應疑慮，西爾斯開始研究如何減少大樓對廣播訊號的干擾。《綜藝》指出，西爾斯大樓本身並非唯一干擾源，「圈環區」（The Loop）內的多座較矮塔樓同樣會造成干擾。儘管如此，伊利諾州公民廣播委員會（Illinois Citizens' Committee for Broadcasting）仍於1972年2月向聯邦通信委員會正式提出申訴。
首起針對該大樓的訴訟於1972年3月17日，由鄰近的萊克郡檢察官提起。第二起訴訟則於3月28日，由斯科基、諾斯布魯克及迪爾菲爾德三村莊聯合向伊利諾州庫克郡巡迴法院提起。這兩起訴訟皆要求將建築高度限制為67層，西爾斯則提出駁回動議。
1972年4月，西爾斯開始研究在大樓頂部設置天線的可能性，儘管訴訟尚未結束，建設工作仍持續進行。同月底，西爾斯申請將大樓高度提高350英尺（110），並安裝新天線，但遭芝加哥10家電視台中的8家反對。
1972年5月17日，萊克郡巡迴法院首席法官拉沃恩·迪克森（LaVerne Dickson）駁回此案，表示：「我未發現任何法令賦予電視觀眾免於干擾的收視權利。」當時大樓已建至第58層。萊克郡檢察官隨後向伊利諾州最高法院提出上訴。1972年6月12日，法官查爾斯·R·巴雷特（Charles R. Barrett）裁定，原告無權要求不受干擾的電視接收服務。
與此同時，聯邦通信委員會（美國聯邦通信委員會）以不具管轄權為由，拒絕就高度爭議作出裁決。 隨後，美國聯邦航空總署於同年6月批准在塔樓上安裝電視天線的計畫， 伊利諾州最高法院也於同月底維持萊克郡與庫克郡巡迴法院的判決。 不久後，因為一場勞工罷工，施工於7月暫停。
翌月，西爾斯公司正式宣布計畫在塔樓屋頂設置廣播天線， 並表示願意出資500萬美元（依2024年通貨膨脹率約為3759萬美元）協助廣播業者搬遷至西爾斯塔。美國第七巡迴上訴法院於9月支持聯邦通信委員會的判決， 而美國最高法院則在同年11月拒絕受理上訴案。

#### 封頂與完工
1972年11月，西爾斯大廈超越剛完工一個月的標準石油大廈，成為芝加哥最高的建築物。 當時工程現場共有1,600名工人分三班輪流作業，但施工期間已有一名工人不幸喪生。 由於天氣惡劣及勞工罷工等因素，工程多次延誤。混凝土工程已完成至第77層，鋼骨結構則已搭建到第84層。隨著高度增加，強風對後續鋼構施工造成極大挑戰。 芝加哥的地方電視台WTTW與WLS-TV計畫在鋼骨結構完工後，暫時於塔頂安裝廣播天線。 到1973年2月，鋼骨結構已達第100層，正式超越了帝國大廈。
1973年5月3日，西爾斯大廈正式封頂。 封頂前一天，《芝加哥論壇報》社論寫道：「紐約讓路吧，從明天起，當學童們夢想高樓大廈時，他們將不再想到帝國大廈與世貿中心，而會想到芝加哥。」 不過，當時塔樓的鋼骨結構尚未完全完成，還有三至四層待建。 封頂儀式後一週，電梯井發生火災，造成四名工人罹難， 四日後又有一名工人意外墜落身亡。
同年6月，工程因另一場勞工罷工再度停擺。 不過，西爾斯公司於同月開始將辦公家具搬入大樓， 預計可容納約7,000名員工。整體建造成本約1.5億美元，（依2024年計算，相當於10.6億美元）。 儘管大樓規模龐大，西爾斯公司高層表示該建築無法容納年度股東大會，因此仍需租用其他場地。

#### 啟用與早年
1973年9月9日，首批西爾斯員工開始進駐該塔。 同月，大樓屋頂安裝了閃爍的信标燈，成為芝加哥首棟設置此類燈具的建築物。 大樓啟用後，芝加哥第二高樓約翰·漢考克中心的廣播公司面臨是否遷至西爾斯大廈的抉擇。 其中兩家電視台決定遷入， 另有六家電台選擇留在漢考克中心，並援引研究報告指出遷入西爾斯大廈對訊號提升有限。 然而，1973年底公開資料顯示，西爾斯大廈所造成的訊號干擾遠超出公司與電視台先前披露的程度。 WLS-TV於1974年2月遷入該塔， 隨後WTTW也於1974年3月進駐。
至1974年3月，大樓已有四分之三的空間被使用；西爾斯將上層樓層出租給高盛、西北工業公司及Schiff Hardin等租戶。 同年10月，亚历山大·考尔德創作的動態雕塑在大廳揭幕。 不過，西爾斯原先對公司擴張的預期並未實現；至1974年底，公司裁減了約500名員工，約佔大樓7,000名員工的7%。 除了競爭對手孟山都百貨之外，西爾斯也面臨新興零售巨頭的競爭，如Kmart、柯爾百貨及沃爾瑪。由於1980年代辦公室空間過剩，該塔租戶數量未如預期成長，導致約半數樓層在十年間閒置。

#### 翻新與遷出

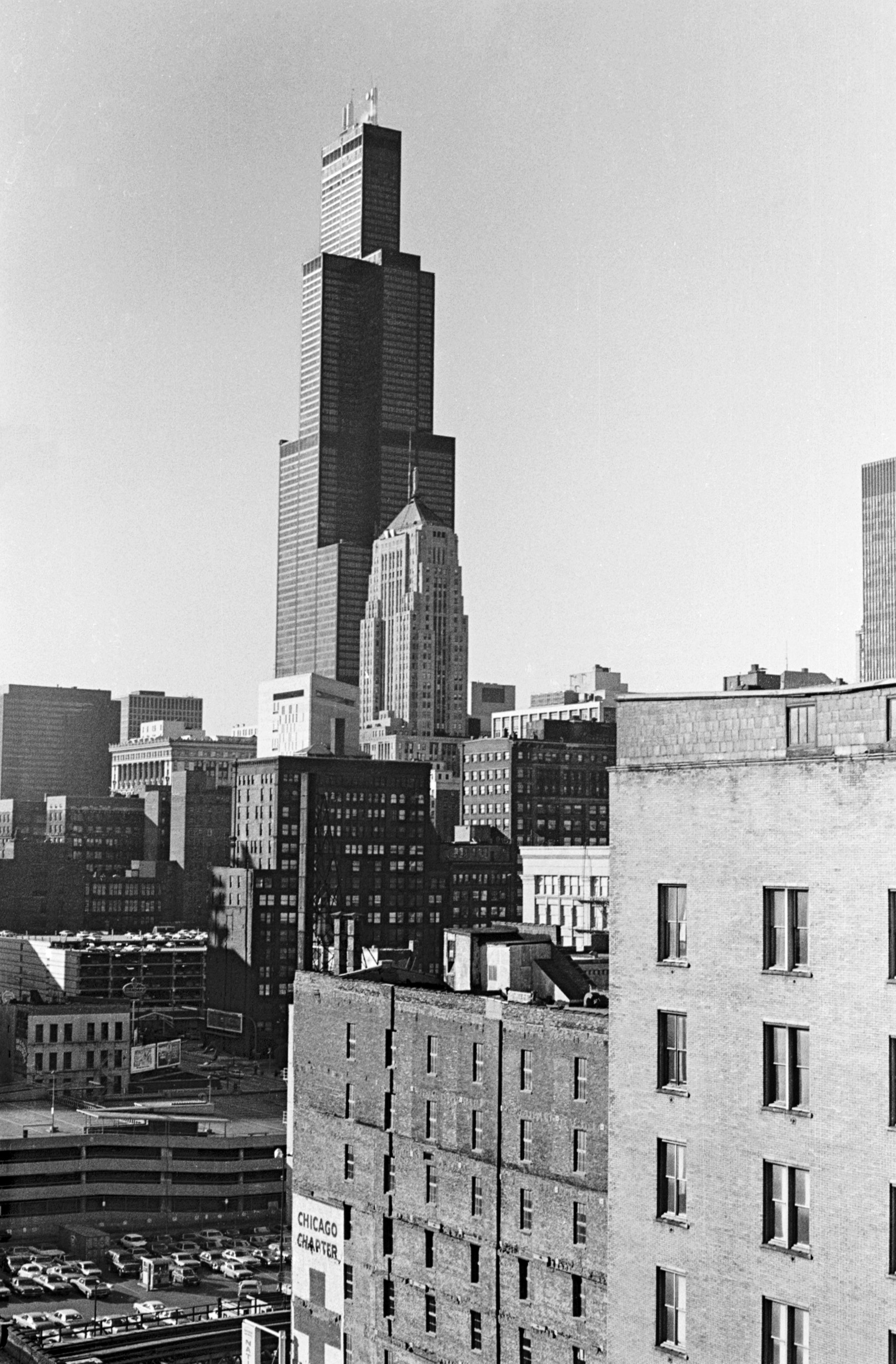
1978年竣工後的西爾斯大廈

1984年2月，西爾斯宣布將對大樓進行翻新，以吸引更多訪客前往低樓層。 當時約有6,500名西爾斯員工進駐大樓下半部， 使用地下至第48層的樓層。 其餘空間則由約70家公司、5,500名員工使用。 翻新工程包括增設四層樓高的玻璃圓頂主入口，將前四層改建為商業中庭，並新建了供觀景台Skydeck使用的遊客服務中心。 該計畫由SOM建築事務所設計，於1985年中完工。 《芝加哥論壇報》評論員保羅·蓋普指出，SOM對新入口的尺度拿捏得當，呼應了主樓的高度，而新設的中庭也改善了原本法蘭克林街入口處狹窄壓迫的空間感。
1988年，西爾斯宣布將出售大樓，並將其商品部門從低樓層遷出。 為了從出售中獲得至少10億美元，該公司向潛在買家提出多項讓步條件，包括保證在找到租戶前繼續支付下半部樓層的租金。 到1989年7月，已有四家公司進行談判。 不過，由於低樓層面積過大，難以吸引租戶，西爾斯最終未能找到買家。 西爾斯一度接近將大樓出售給奧林匹亞與約克公司，但因雙方未能就地產稅負擔達成協議，於1989年9月取消交易。 最終，西爾斯於1989年11月改為對大樓進行再融資。 隔年，西爾斯向大都會人壽保險公司及AEW資本管理公司取得8.5億美元抵押貸款，由MetLife持有貸款票據，預計於2005年到期。
1990年，律師事務所凱克、馬欣與凱特律師事務所決定遷入尚在開發中的西瓦克77號大廈，拒絕了西爾斯公司挽留其繼續租用舊址的提議。 僅兩年後，西爾斯便開始將辦公室自大廈遷出，搬至位於伊利諾州霍夫曼莊園市的新園區，該園區於1995年竣工。
1994年，隨著貸款到期日將近，西爾斯重新協商貸款條件。根據協議，西爾斯不再負責8.5億美元貸款，雖然名義上仍持有大樓，但實際已由AEW與MetLife掌控。協議也規定，AEW與MetLife將於2003年取得大樓正式所有權。
1997年，加拿大多倫多的TrizecHahn公司（當時為加拿大國家電視塔的租賃方）以1.1億美元收購AEW在該大樓的股份，並承擔400萬美元負債及7.34億美元抵押貸款。

### 21世紀
Trizec曾預估西爾斯大廈的市值可迅速達到10億美元，但該預測未能實現；大廈依然面臨與西爾斯時期相似的高空置率問題。儘管如此，Trizec也嘗試吸引新租戶，並取得部分成效。於九一一襲擊事件後，包括高盛與美林證券在內的兩大租戶宣布將遷出共計30萬平方英尺的辦公空間。2003年，Trizec以900萬美元價格，將大廈股份出售給MetLife。

#### 財團持有時期
2004年3月，MetLife宣布將大樓出售予一個投資人財團， 成員包括紐約投資人Joseph Chetrit、Joseph Moinian、Lloyd Goldman、Joseph Cayre與Jeffrey Feil，以及伊利諾州斯科基的American Landmark Properties公司。 成交價為8.4億美元，其中8.25億為抵押貸款。

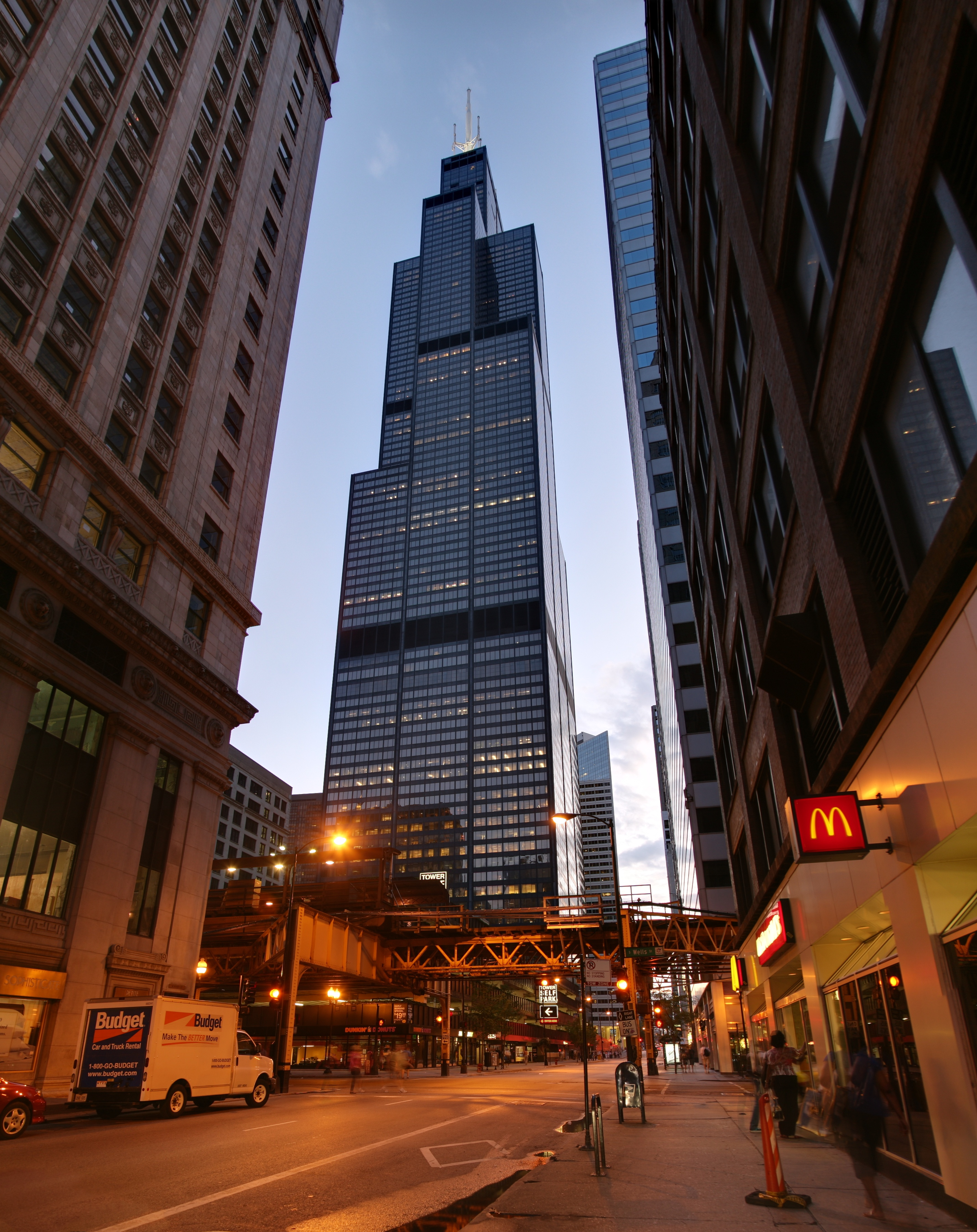
2009年夜間的威利斯大廈

自2007年起，業主曾計畫在傑克森大道（Jackson Boulevard）北側、瓦克街（Wacker Drive）與富蘭克林街（Franklin Street）之間、觀景台入口附近的大樓地下停車場上方興建旅館。業主表示，此第二棟建築早在原始設計時即已考量。不過由於該地段都市規劃對建築高度的限制，該計畫最終取消。
2009年2月，業主考慮將建築重新塗裝為銀色，期望藉此「重塑品牌」並彰顯大樓節能改造的成效，預估費用約5,000萬美元；但此計畫後來擱置。
雖然西爾斯的冠名權已於2003年到期，但該建築仍在多次易主後持續被稱為「西爾斯大廈」。2009年3月，倫敦保險公司威利斯集團控股租下部分樓層並取得冠名權。 2009年7月16日，該建築正式更名為「威利斯大廈」。
至2011年，大樓業主開始考慮出售部分或全部產權予潛在投資人。隔年，聯合航空宣布將其總部自西瓦克77號大廈遷入威利斯大廈。

#### 黑石集團
截至2015年3月，威利斯大廈的出售價格標示為15億美元。同月，黑石集团以13億美元價格購入此大樓，創下美國除紐約市以外物業交易最高價紀錄。
黑石於2017年1月宣布將進行5億美元的翻修計畫，包含興建名為「Catalog」的六層樓商業綜合體，以取代位於傑克森大道的廣場及瓦克大道的入口。 翻修工程由根斯勒建築事務所設計。
Catalog頂部新設屋頂露台，並全面更新了大樓的暖通空調系統。 除了通往觀景台Skydeck的電梯外，大部分電梯為該塔歷史上首次翻修，新電梯速度更快且節能約35%。 大樓還展示來自奥拉维尔·埃利亚松、雅各布·哈希莫托等藝術家的作品。
為資助翻修，黑石於2017年2月自包括高盛在內的銀行團獲得10億美元貸款，用於替換原本即將到期的7.5億美元商業抵押擔保證券債務。 隔年，由於翻修成本增加，黑石又自德意志銀行及巴克莱银行取得13億美元新貸款。
2018年初，位於瓦克大道的「Lunchbox」入口亭被拆除，以騰出空間興建Catalog商業綜合體。 原亭旁的鋼製地球儀由Poblocki標誌公司於2010年製作並安裝，後來被遷至埃尔姆赫斯特。
2018年6月，大樓第66與67樓開設了一座40,000-平方英尺（3,700-平方）的私人會所，設有僅供租戶使用的餐廳Craftsman與酒廊Frame，以及對外開放的餐廳East Room。
同年9月，Urbanspace 宣布將於大樓低樓層設立美食廣場。
2020年3月9日，怡安集团提出收購{韦莱韬悦（即威利斯集團的繼任者）， 引發威利斯大廈可能更名的猜測。 然而該合併案於2021年7月26日宣告終止，原因是美國司法部對該交易提出反壟斷訴訟。
整項翻修工程於2022年5月完成。 雖然當時大樓的出租率接近85%，但自2019年以來，受到嚴重特殊傳染性肺炎疫情影響，進入大樓的租戶與訪客人數顯著減少。
2023年4月，《紐約時報》報導，黑石集團對其在威利斯大廈的投資進行減值處理，金額高達1.19億美元。

### 特殊事件
2006年6月，七名建築工人組成的宗教團體自由城七人組遭聯邦調查局逮捕，並被控密謀摧毀西爾斯大廈。聯邦調查局副局長約翰·皮斯托爾（John Pistole）表示，這場陰謀「更多是出於想像，而非具體可行」。
該案件於2007年10月正式進入司法審理程序。 經過三輪審判後，最終有五名被告被判有罪，兩人則獲判無罪。 被視為首謀的納西爾·巴蒂斯特則遭判刑13年半。
受到該事件潛在威脅的影響，大樓當時最大的租戶安永會計師事務所於2009年初遷至北瓦克大道（North Wacker Drive）辦公。
2020年5月，暴雨導致大樓地下一至三層嚴重淹水，造成建築斷電，影響多家電視與廣播台的訊號傳輸。

## 建築設計

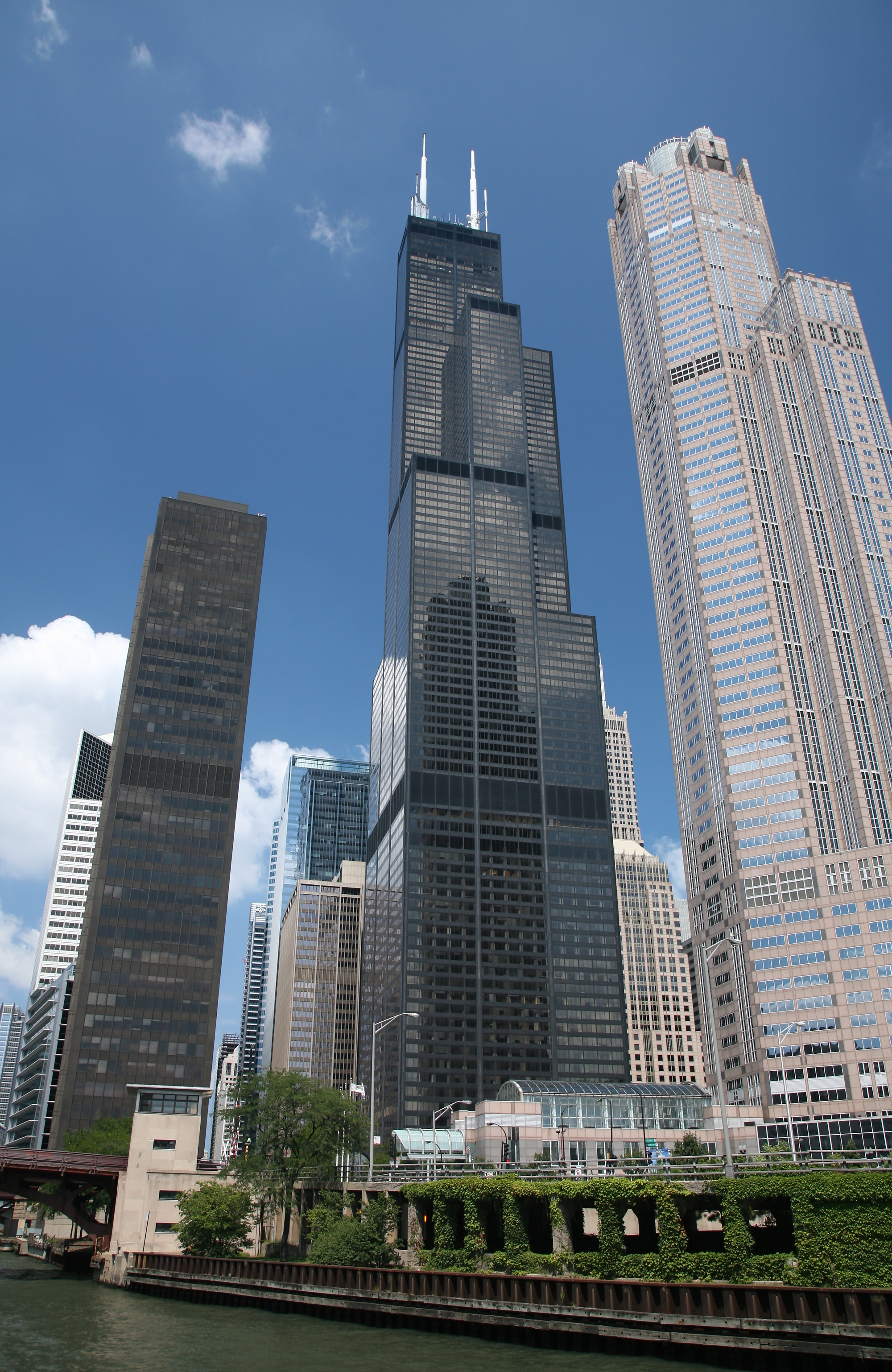
2008年的西爾斯大廈

威利斯大廈是由SOM建築設計事務所設計，首席設計師為布魯斯·格雷厄姆，結構工程師則是法茲勒·卡恩。卡恩採用一種名為「束狀管結構」（bundled tube）的創新結構系統，使建築得以突破當時的高度極限。這項設計後來成為眾多超高層建築的範本，例如吉隆坡雙峰塔與杜拜哈里發塔。
整棟大樓由九個邊長為75英尺（約23公尺）的正方形塔體組成，基座採三乘三排列。每個塔體獨立延伸至不同高度，最終匯聚為中央核心塔，構成階梯狀的天際線外觀。這樣的設計不僅減少風力引起的橫向搖擺，也提升了整體結構的穩定性與使用效率。
建築的結構核心包含電梯井、樓梯間與機電管線，外部則由高強度鋼柱與連接梁構成，將重力與側向負載有效傳導至基礎。整體建築使用了75,000噸鋼材，外部包覆黑色鋁材與青銅色玻璃帷幕牆，展現出簡潔現代的外觀風格。
建築總高度為1,450英尺（442.1公尺），加上天線後達1,729英尺（527公尺）。自1973年完工至1998年被雙峰塔超越之前，該大樓連續25年保持世界最高建築的紀錄。 即便如此，它至今仍是美國中西部最高的建築物。
觀景台「Skydeck」設於103樓，其中設有懸空透明玻璃陽台「The Ledge」，吸引大量遊客前來體驗。該設施於2009年啟用，讓訪客能在1,353英尺（412公尺）高處俯瞰芝加哥全景與密西根湖景色。

### 結構與機械
大樓內部使用了約74,000短噸（67,100長噸）的鋼材、400萬磅（約1,814公噸）的鋁材，以及總面積達101英畝（約409,000平方公尺）的混凝土地板。 每個退縮層（setback）下方皆設有兩層樓高的斜撐柱，以降低剪力負載。為了避免影響「束狀管結構」之間的連結，樓層內部並未設置斜撐；相反地，各樓層的垂直柱與水平梁皆採用剛性接頭固定。
大樓的超級結構可承受時速130英里（約209公里）的陣風，這種強風在當地平均約百年才會出現一次。根據《芝加哥論壇報》報導，建築頂端最多可偏移7英吋（約18公分），並能在7.2秒內回復原位。威利斯大廈的地基深達50英尺（約15公尺），最下方為一塊厚5英尺（約1.5公尺）的混凝土底板。大樓下方為黏土層，深約100英尺（約30公尺）處為石灰岩層。 因此，基礎採用了共201根沉箱進行施工， 其中114根深入石灰岩層。 每根沉箱直徑可達10英尺（約3公尺）。在地塊西北與東北角挖掘過程中，部分孔洞積水，需先抽乾地下水，再插入鋼管並灌注混凝土加以加固。
在建造期間，SOM與芝加哥市政府曾共同研擬將「無煙、無火」安全區與全棟灑水系統納入設計，這些措施在當時尚屬創舉。 儘管當時法規尚未強制要求，大樓從一開始便配置灑水系統，全棟共設約40,000個噴頭，安裝成本達400萬美元。>
建築完工後採用電力供暖系統，有別於當時常見的燃氣加熱方式。 大樓內共設有約145,000盞照明設備，並搭載總容量達17,000冷凍噸的冷卻系統。 此外，建築內還設有火災抑制與緊急通訊系統，並由柴油發電機提供備援電力。 一旦某區發生火警，煙霧偵測系統會自動關閉該區域的新鮮空氣進氣口，並將煙霧排出建築物外。
全棟設有15層地上機械樓與3層地下機械空間。在103樓的Skydeck之上，還設有一座七層樓高的機械塔樓（mechanical penthouse）。

#### 電梯與手扶梯
大廈規劃時設置了103部電梯，其中包括14部雙層電梯。辦公樓層由97部電梯服務，因部分為雙層電梯，實際佔用83條井道。設計上，單層電梯連接大廳與最低28層樓，雙層電梯則行駛至第33/34層與第66/67層的「天空大廳」（sky lobbies），乘客可在此轉乘區域性電梯，該等電梯服務第34層至第103層。另有兩部電梯可由大廳直達103樓的Skydeck。截至2018年，這些電梯每年共運送約580萬名乘客。
其中六部電梯專供貨運使用，包括一部服務全棟大樓、行駛高度達1,440英尺（約439公尺）的電梯。火災或其他緊急情況發生時，該電梯將由芝加哥消防局專用，其他電梯則由33樓的控制系統派遣至受災樓層，以協助疏散乘客。
大樓內亦設有16部手扶梯，其中一組為雙層高度，連接主大廳與下層夾層，另有一組手扶梯連接第33與第34層。

### 內部

#### 基座

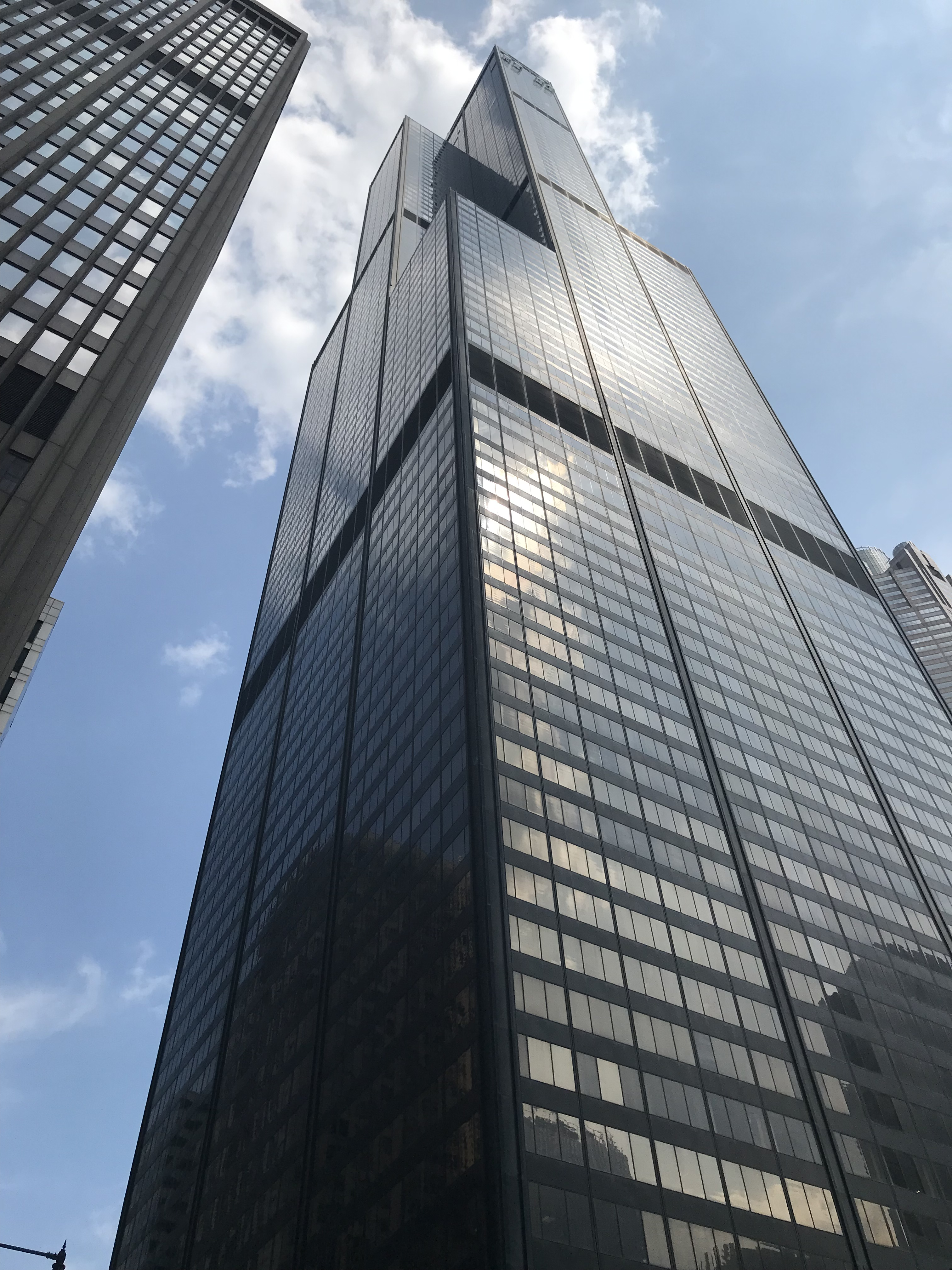
威利斯大廈底部

建築完工時，主入口位於西側的瓦克大道。大樓南側設有一座廣場，通往東側的富蘭克林街，為緩坡上升設計。由於富蘭克林街的高度比瓦克大道低6英尺（約1.8公尺），該處入口實際位於廣場以下，可通往大樓的下層夾層。地下部分共有三層，總面積達40萬平方英尺（約37,000平方米），設有可容納1,200人座位的自助餐廳、商業空間、服務設施，以及一座可供17輛卡車同時作業的裝卸碼頭，並配備150個停車位。
截至2022年，大樓基座面積約為463,000平方英尺（約43,000平方米），包含兩個租戶專用大廳。租戶主要自瓦克大道與富蘭克林街出入，而購物民眾、餐廳顧客與天空甲板訪客則由南側的傑克森大道入口進入。瓦克大道大廳內陳列著藝術家雅各布·哈希莫托於2019年創作的作品《宇宙塵埃中的無限粒子之心》（In the Heart of this Infinite Particle of Galactic Dust），作品由7,000多片懸掛於天花板的米紙與樹脂圓盤組成。為紀念法茲魯爾·汗對摩天大樓結構工程的重大貢獻，伊利諾伊州結構工程師協會亦於大廳內設置了其雕像。
大樓最低樓層的商業區稱為「目錄」（Catalog），名稱取自西爾斯公司過去所使用的郵購刊物。該六層樓高的複合設施內設有多間餐廳，範圍延伸至地下三層以及大樓南側與西側的三層附樓。附樓屋頂採用240片玻璃組成的彎曲天窗設計，北側由黑色柱子支撐，造型呼應主塔外觀。內部裝飾細節，如扶手與樓梯平台，靈感來自芝加哥的「建築環境」元素。「目錄」的三樓設有由Convene營運、面積達3萬平方英尺（約2,790平方米）的共用辦公空間。

### Skydeck

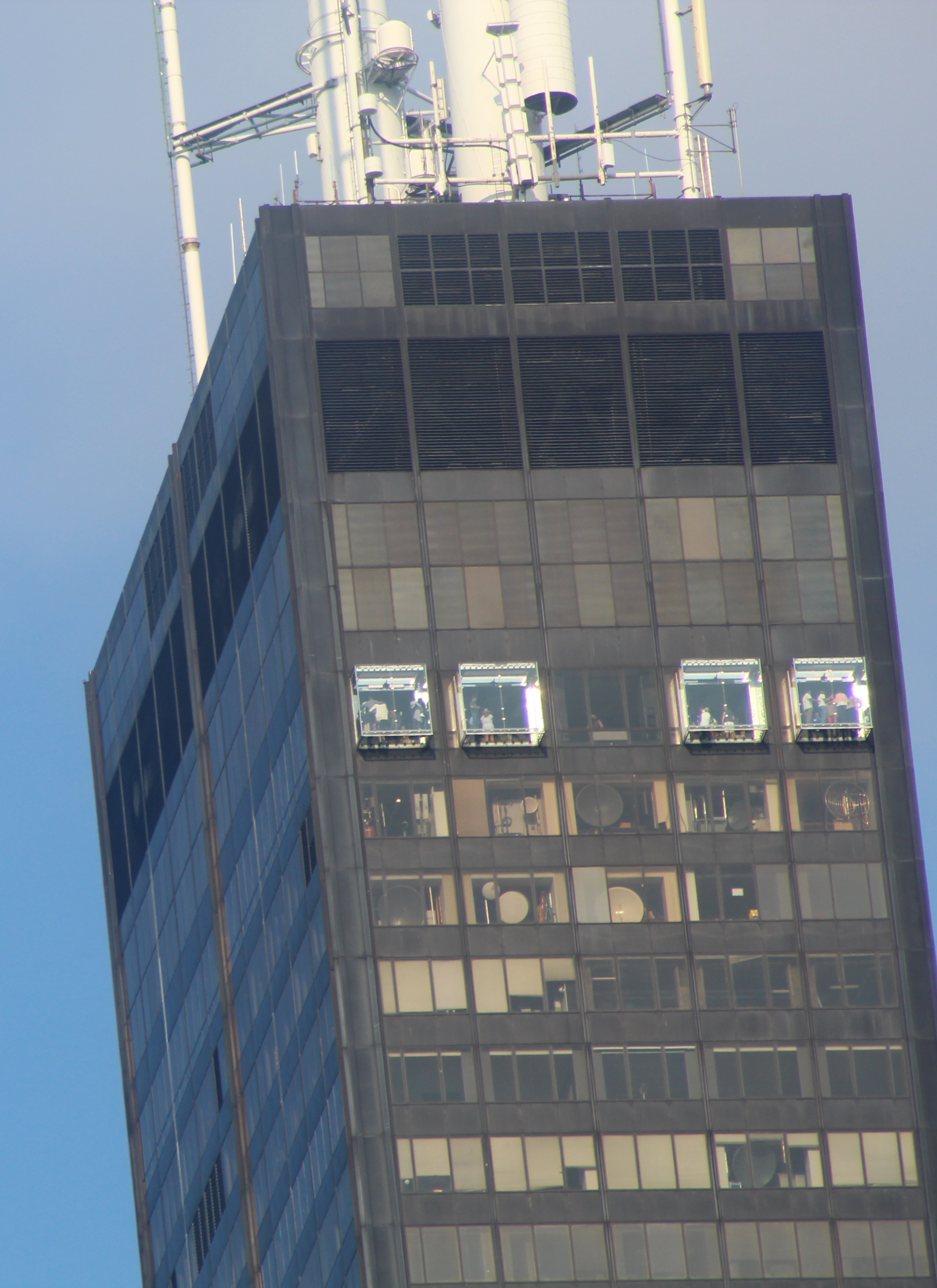
威利斯大廈103樓西側外牆設有4個玻璃底天空盒

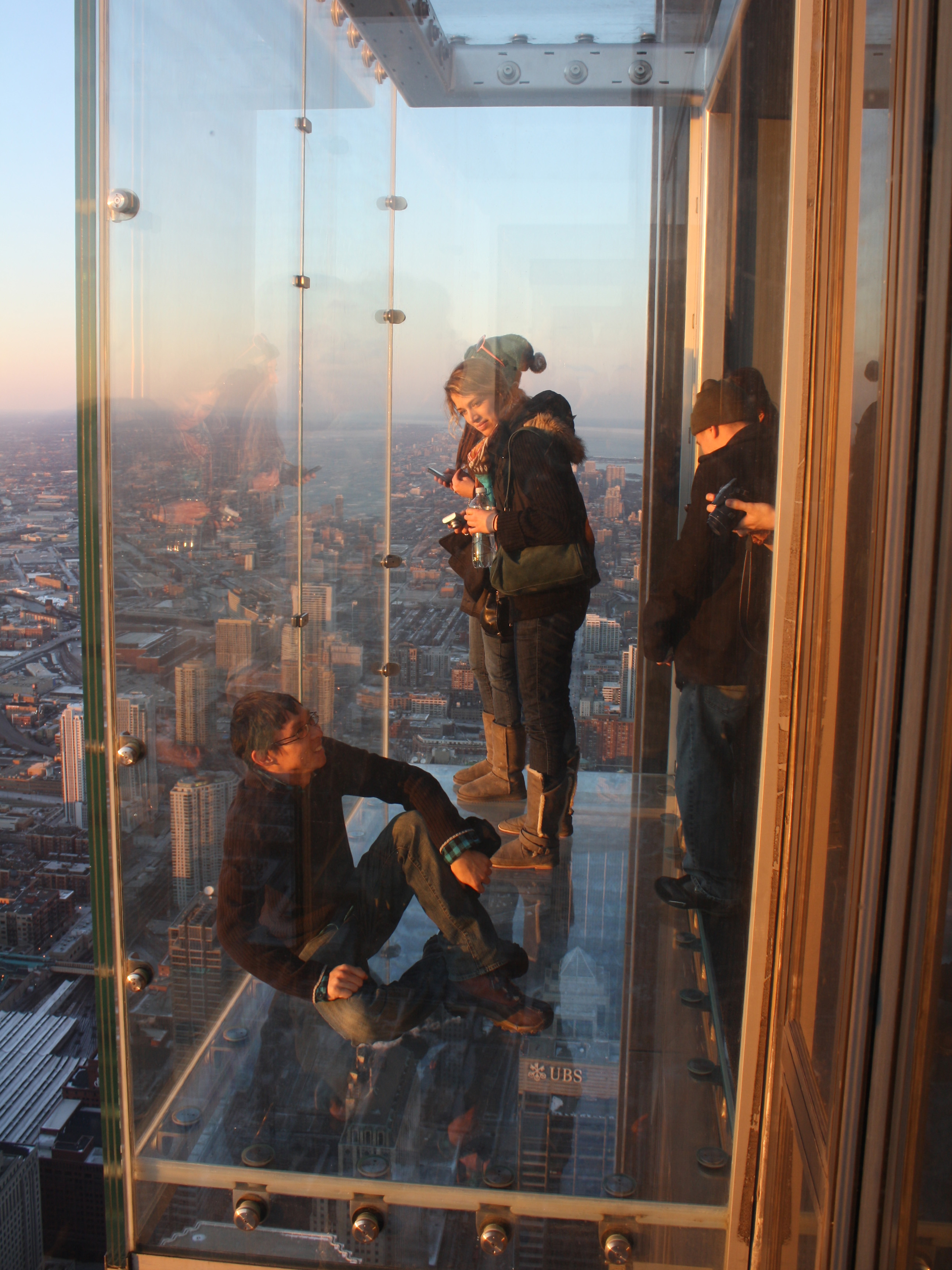
天空甲板的玻璃陽台

威利斯大廈的觀景台稱為Skydeck，於1974年6月22日開放，位於第103樓，距地面1,353英尺（約412公尺），為美國最高的觀景台之一。Skydeck同時也是芝加哥知名的旅遊景點。遊客可體驗大樓隨風擺動的感覺，並在天氣晴朗時遠眺伊利諾伊州平原與密西根湖，甚至可望見印第安納州、密西根州及威斯康辛州。電梯僅需約60秒即可抵達觀景台，乘客會感受到明顯的氣壓變化。截至2018年，年均訪客人數約為170萬人次。第103樓亦設有可供活動使用的場地。
2009年1月，天空甲板進行大規模整修，新增四個可伸縮的玻璃陽台，自103樓向南側外牆伸出約4英尺（約1.2公尺），俯瞰瓦克大道。這些全玻璃結構的陽台俗稱「懸崖」（The Ledge），遊客可從透明地板俯視下方街道。每個陽台的最大承重為5短噸（約4.5公噸），於2009年7月2日正式開放。
2014年5月29日，其中一個陽台的層壓玻璃地板在遊客踏上時破裂，所幸未造成人員傷亡。同一陽台的玻璃地板於2019年6月12日再度破裂。2022年5月，第五個玻璃陽台於西側外牆開放，俯瞰南瓦克大道。

## 高度

與（左至右）哈里發塔（杜拜）、加拿大國家電視塔（多倫多）、威利斯大廈（芝加哥）之高度比較圖

完工時，西爾斯大廈曾是世界最高建築，但並非世界最高結構。多倫多的加拿大國家電視塔比其高出約350英尺（約107公尺），不過，高層建築與城市棲息地委員會（CTBUH）並不將加拿大國家電視塔視為建築物，因其並非自地面起設有樓層。威利斯大廈仍是美洲及西半球第三高建築（僅次於紐約市的世界貿易中心一號大樓及中央公園塔）。其尖頂高度為1729英尺（約527公尺），為美洲第三高的獨立結構。全球排名第16名。
1998年，位於馬來西亞吉隆坡的雙峰塔完工，並宣稱成為世界最高建築，含裝飾尖塔高度達1482.6英尺（約452公尺）。芝加哥人則反對此說，認為西爾斯大廈的頂樓高於雙子塔任何一座樓頂。因此，世界最高建築的爭議催生出四種「最高建築」分類，其中雙子塔在「至建築元素頂部」（指尖塔但不含天線）類別中為最高。 2004年，位於臺灣臺北市的台北101在四個分類中奪得三項冠軍，超越雙峰塔的尖塔高度，以及超越西爾斯大廈的屋頂與最高使用樓層高度。有人建議西爾斯大廈在塔頂增設裝飾物以超越台北101，但未付諸實行。
2007年8月12日，杜拜的哈里發塔開發商宣布其已在所有高度類別超越西爾斯大廈。完工後，紐約的世界貿易中心一號大樓以結構高度及尖頂高度超越威利斯大廈，但其屋頂高度、觀景台高度與最高使用樓層高度則未超越。
直至2000年，西爾斯大廈尚未以尖頂高度保持最高建築紀錄。1969至1978年間，該紀錄由約翰·漢考克中心保持，其天線高度達1500英尺（約457公尺），比西爾斯大廈原始高度高出49英尺（約15公尺）。世界貿易中心北塔加裝359英尺（約109.4公尺）天線後，尖頂高度達1728英尺（約527公尺），成為最高。1982年西爾斯大廈安裝兩支天線，使總高達1707英尺（約520公尺），高於約翰·漢考克中心但仍低於世界貿易中心北塔。2000年6月，西爾斯大廈將西側天線延伸至1729英尺，略高於世界貿易中心，正式取得尖頂高度最高建築稱號。
威利斯大廈最低層較富蘭克林街地面標高低43英尺（約13.1公尺）。

### 攀爬事件

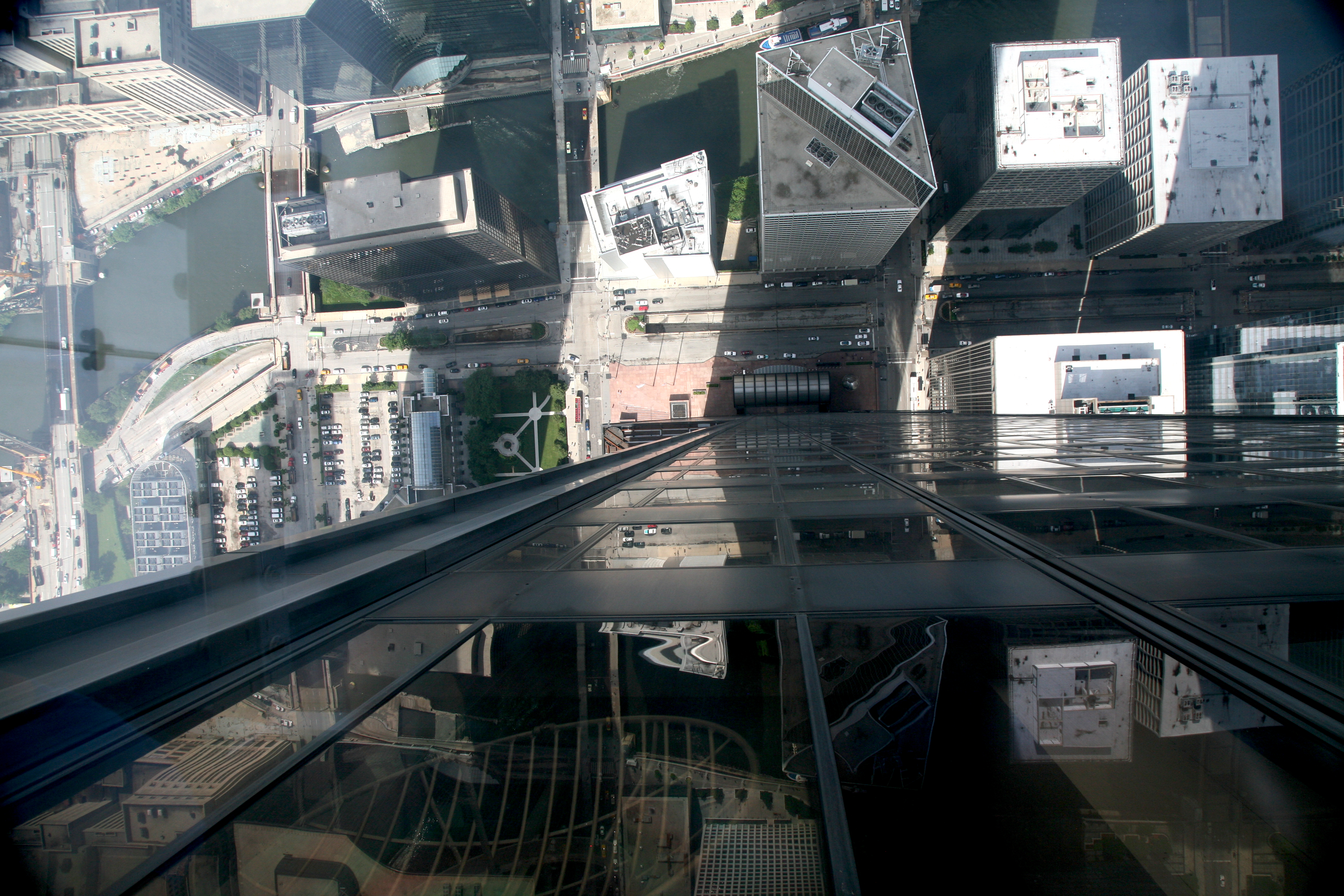
從威利斯大廈天空觀景台往下望見的建築外牆

1981年5月25日，丹·古德溫身穿自製的蜘蛛人服裝，利用吸盤、楔塊裝置和天空鉤攀爬威利斯大廈外牆。儘管芝加哥消防局多次試圖阻止，他仍成功完成首次外牆攀爬。經過七小時攀登後，古德溫在頂樓被逮捕，並隨後被控告擅闖。他表示，此次攀爬的目的是喚起大眾對高層救援及消防技術不足的關注。經過芝加哥地檢署與消防局長的長時間訊問後，古德溫正式獲釋。
1999年8月，綽號「蜘蛛人」的法國城市攀爬者阿蘭·羅貝爾，僅憑雙手與赤腳攀爬威利斯大廈外部的玻璃與鋼鐵牆面，直達頂端。攀登接近尾聲時，濃霧瀰漫，使最後20層樓的玻璃與鋼架變得濕滑，增加攀爬難度。
自2009年起，威利斯大廈每年主辦「SkyRise Chicago」，這是全球最高的室內樓梯攀爬慈善活動，收益捐贈給雪莉·瑞安能力實驗室。參與者可合法攀登威利斯大廈103層樓高的樓梯。

## 命名權

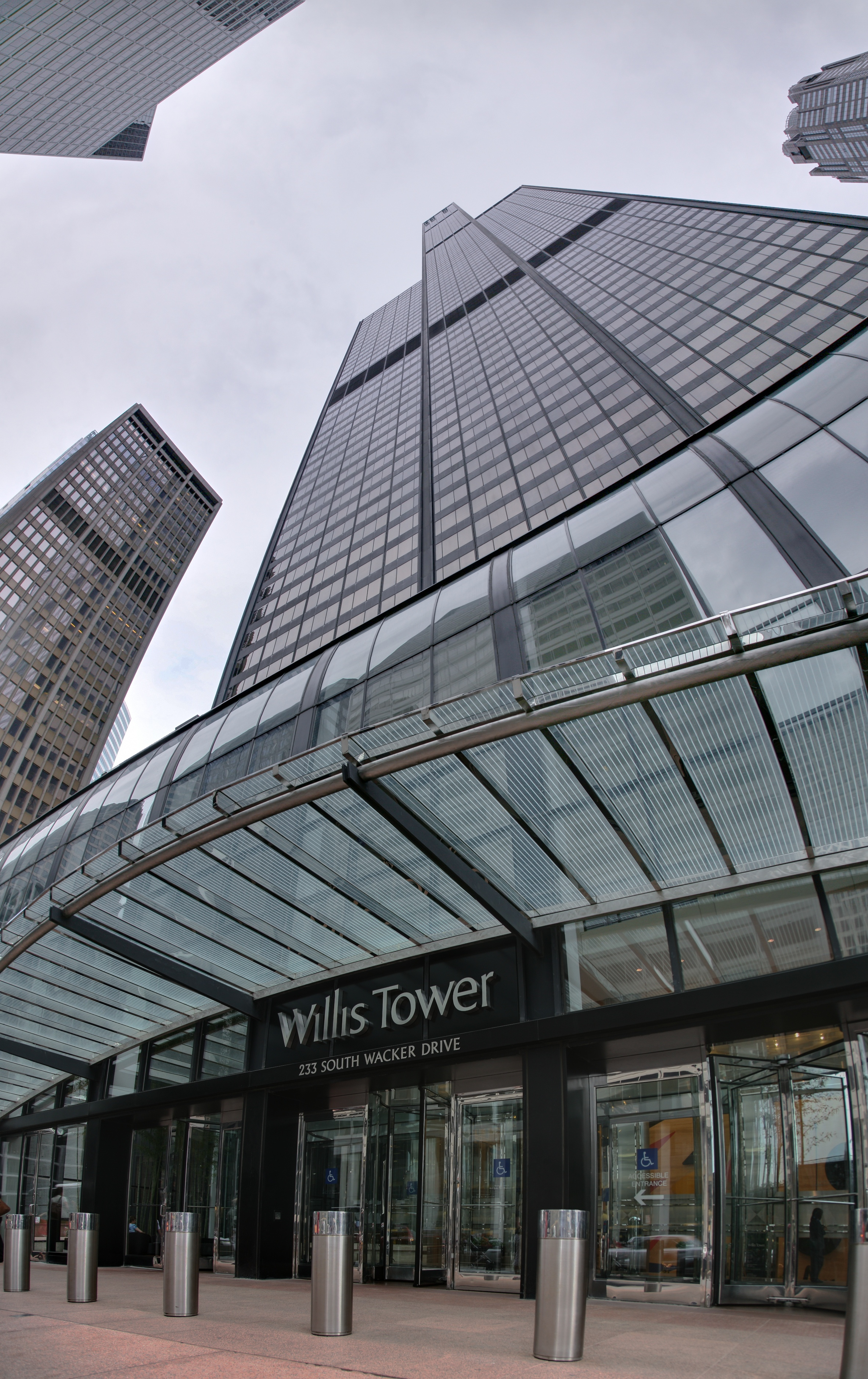
西立面與入口

西爾斯公司於1994年將大廈出售，並於1995年遷出，但保留命名權至2003年。新業主於2005年嘗試與電腦零售商CDW公司洽談更名，2008年亦曾與美國奧林匹克委員會討論，但均未成功。英國保險經紀公司威利斯集團（Willis Group Holdings）於2009年租用大廈三層，總計超過140,000平方英尺（13,000平方）的辦公空間。威利斯集團發言人表示，命名權是在談判過程中免費獲得。該建築於2009年7月16日正式更名為「威利斯大廈」（Willis Tower），命名權有效期為15年。 2020年，怡安集團收購威韋萊韜悅，但保留大廈命名權合約，該合約將於2025年3月到期。
《芝加哥論壇報》戲稱此名稱讓人聯想到美國情景喜劇《小淘氣》中的經典台詞「你到底在說什麼啊，威利斯？（What you talkin' 'bout, Willis?）」，並認為在這個高度尊重傳統且自尊心強烈的城市，更名並不明智，尤其部分芝加哥人仍對馬歇爾菲爾德百貨改名為梅西百货感到哀悼。根據2009年7月16日CNN報導指出，部分芝加哥居民仍拒絕接受「威利斯大廈」的稱呼。 2010年10月出版的《芝加哥雜誌》將該建築列為芝加哥40座最重要建築之一，卻明確拒絕使用「威利斯大廈」名稱，仍稱其為「西爾斯大廈」。

## 廣播

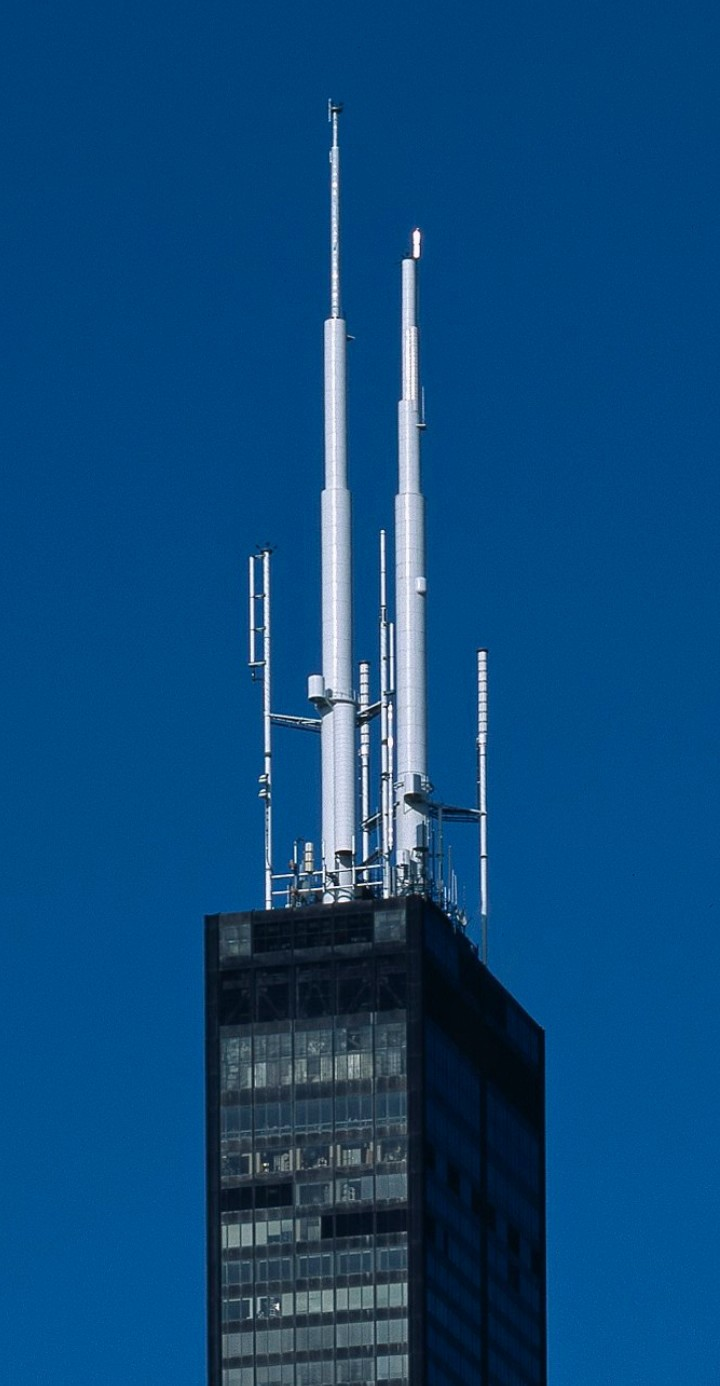
大樓天線

威利斯大廈頂端設有多座廣播發射天線。以下列表依天線高度由高至低排列。同一高度、同一天線杆上有多個台站表示透過二工器共用同一根天線 (無線電)。由於大樓高度極高，所有FM電台（均為北美廣播台等級B類）輸出功率有限制。

### 廣播電台
| 東桅杆 - 482公尺: - WLIT-FM FM 93.9 MHz 主頻，4.0 kW，AMFM - WCHI-FM FM 95.5 備用，3.1 kW，AMFM - 480公尺: WBMX (FM) FM 104.3 主頻，4.1 kW，CBS Radio - 476公尺: WTMX FM 101.9 主頻，4.2 kW，Hubbard Broadcasting - 474公尺: WBBM-FM FM 96.3 主頻，4.2 kW，CBS Radio - 472公尺: - WKSC-FM FM 103.5 主頻，4.3 kW，AMFM - WGCI-FM FM 107.5 主頻，3.7 kW，AMFM - 470公尺: WFMT (FM) FM 98.7，6.0 kW - 468公尺: WLS-FM FM 94.7 主頻，4.4 kW - FCC 查詢 | 西桅杆 - 460 & 451公尺: - WFMT FM 98.7 備用 - 443公尺: - WBBM-FM 96.3 備用 - WBMX 104.3 備用 - W264BF（WHLP 同播）100.7 MHz，2 W，Calvary Chapel of Costa Mesa - table of allotments: **WLIT, WLS, WBBM, WTMX, WBMX, WCFS - FCC 查詢 |  |

美國國家海洋暨大氣總署氣象廣播電台KWO39於162.550 MHz頻率使用本大樓廣播，由美國國家氣象局芝加哥氣象預報辦公室編程，配備特定區域訊息編碼 (SAME)功能，能透過特別設定的氣象無線電發出警報聲，提醒潛在危險。

### 電視台
| 東桅杆 - 515公尺: - WLS-TV 7模擬，55 kW，ABC自有電視台（模擬廣播於2009年6月12日停止，現在僅以數位廣播。） - WLS-TV 7永久數位，4.75 kW - 510公尺: - WCPX-TV 43數位，200 kW，Ion Media Networks - WCPX-TV 38模擬，3630 kW，Ion Media Networks（模擬廣播於2009年6月12日停止，現在僅以數位廣播。） - WJYS 電視36數位，145 kW，Oxford Media Group - WCIU-TV 27數位，15.1 kW，Weigel Broadcasting - 509公尺: - WXFT-TV 59臨時數位，200 kW，Univision Communications - WXFT-TV 50永久數位，230 kW，Univision Communications - 498公尺: - WTTW 電視11模擬，60.3 kW，Window To the World Communications（模擬廣播於2009年6月12日停止，現在僅以數位廣播。） - WBBM-TV 12數位，8 kW，CBS電視台 - 480公尺: - WFLD 電視31數位備用，475 kW，Fox電視台 - WPWR-TV 51數位備用，508 kW，Fox電視台 - 478公尺: WGN-TV 19數位備用，310/229 kW，Tribune Broadcasting - 474公尺: - WTTW 電視47數位備用，150 kW，Window To the World Communications - WLS-TV 52數位備用，220 kW，ABC自有電視台 - 不詳: WESV-LD 40數位，37.2 kW，Santa Ana三一基督教中心 - FCC查詢 | 西桅杆 - 523公尺: WPWR-TV 51數位，1000 kW，Fox電視台 - 514公尺, WLS-TV 52臨時數位，153.6 kW，ABC自有電視台 - 508公尺, WMAQ-TV 29數位，350 kW，NBC自有電視台 - 494公尺: - WMAQ-TV 5模擬，20 kW（模擬廣播於2009年6月12日停止，現在僅以數位廣播。） - WPWR-TV 50模擬，5000 kW（模擬廣播於2009年6月12日停止，現在僅以數位廣播。） - WXFT-TV 60模擬，5000 kW（模擬廣播於2009年6月12日停止，現在僅以數位廣播。） - 475公尺: WFLD 電視31數位，690/1000 kW，Fox電視台 - 473公尺: WCIU-TV 26模擬，5000 kW（模擬廣播於2009年6月12日停止，現在僅以數位廣播。） - 472公尺: - WCIU-TV 27數位，590 kW，Weigel Broadcasting - WSNS-TV 44模擬，5000 kW，NBC自有電視台（模擬廣播於2009年6月12日停止，現在僅以數位廣播。） - WSNS-TV 45數位，467/665 kW，NBC自有電視台 - 465公尺: WTTW 電視47數位，300 kW，Window To the World Communications - 455公尺: WJYS 電視36數位，50 kW，Oxford Media Group - 453公尺: WGN-TV 19數位，645 kW，Tribune Broadcasting - 不詳: - WWME-CD 39數位，4.4 kW，Weigel Broadcasting - WEDE-CD 34數位，50 kW，First United - WMEU-CA 48模擬special temporary authority，150 kW，Weigel Broadcasting - WMEU-LD 32數位，15 kW - FCC查詢 |  |

## 流行文化
該建築曾出現在許多以芝加哥為背景的電影與電視節目中，例如電影《蹺課天才》，劇中費里斯與朋友造訪了觀景台。 電視節目《康納·歐布萊恩深夜秀》於2006年在芝加哥拍攝時，介紹了一個名為「穿著西爾斯服裝的西爾斯大樓」的角色。 此建築亦曾在《人類消失後的世界》（歷史頻道）中登場，描繪無人類存在後，包括該大樓因疏於維護而在兩百年後倒塌的情景。
在2008年電影《黑暗騎士》中，此建築被設定為哥譚市的一部分。 在2011年電影《變形金剛3》中，該建築出現在多個場景。 在2013年電影《超人：鋼鐵英雄》中，該大樓被設定為《星球日报》的辦公室所在地。

## 另見
- 芝加哥怡安中心
- 約翰漢考克中心
- 美國電話電報企業中心
- 美國摩天大樓

## 外部連結
- 官方网站 威利斯大樓辦公室租賃官方網站
- 威利斯大樓' Skydeck 觀景台官方網站
- Willis Tower ，來自高層建築與都市人居委員會（英语：Council on Tall Buildings and Urban Habitat）摩天大樓中心
- . Emporis. 原始内容存档于September 23, 2015.
- Structurae数据库中Willis Tower的数据

| 紀錄                                  | 紀錄                             | 紀錄                                  |
| ------------------------------------- | -------------------------------- | ------------------------------------- |
| 前任者： 世界貿易中心一號大樓（1970） | 世界最高建築 442 m 1973–1998     | 繼任者： 雙峰塔                       |
| 前任者： 世界貿易中心一號大樓（1970） | 層數最多的建築 108層 2001–2007   | 繼任者： 哈里發塔                     |
| 前任者： 世界貿易中心一號大樓（1970） | 世界屋頂最高建築 442 m 1973–2003 | 繼任者： 台北101                      |
| 前任者： 世界貿易中心一號大樓（1970） | 美國最高建築 442 m 1973–2013     | 繼任者： 世界貿易中心一號大樓（2006） |
| 前任者： 怡安中心                     | 芝加哥最高建築 442 m 1973年至今  | 現任                                  |